# Јовица Елезовић
Јовица Елезовић (Врбас, 2. март 1956) српски је бивши рукометни тренер и југословенски рукометаш.

## Каријера
Рођен је 2. марта 1956. године у Врбасу. Играо је на позицији левог бека, био је члан златне олимпијске генерације из Олимпијских игара у Лос Анђелесу 1984. године. Освојио је титулу светског шампиона у Швајцарској 1986. године. За репрезентацију Југославије је одиграо укупно 123 меча и постигао је 388 голова.
У тренерској каријери дуго је водио екипе Партизана (освојио првенство 1993, 1994, 1995. и 1999. и куп 1993, 1994. и 1998) и Синтелона из Бачке Паланке (освојио куп 2000), а био је и селектор репрезентације.
Његов син Урош је такође рукометаш.

## Успеси

### Играчки

#### Клупски
- Борац Бања Лука:
  - Првенство Југославије (1): 1980/81.
  - Куп Југославије (1): 1978/79.

#### Репрезентативни
- Олимпијске игре 1984:
- Светско првенство 1982:
- Светско првенство 1986:
- Медитеранске игре 1983.:

### Тренерски

#### Клупски
- Партизан:
  - Првенство СР Југославије (4): 1992/93, 1993/94, 1994/95, 1998/99.
  - Куп СР Југославије (3): 1992/93, 1993/94, 1997/98.
- Синтелона:
  - Куп СР Југославије (1): 1999/00.